# Fußball-Amateurliga Bremen 1961/62
Die Fußball-Amateurliga Bremen 1961/62 war die dreizehnte Spielzeit der höchsten Amateurklasse des Bremer Fußball-Verbandes. Meister wurde die Amateurvertretung von Werder Bremen. 

## Abschlusstabelle
| Platz | Verein                | Sp. | Tore  | Punkte |
| ----- | --------------------- | --- | ----- | ------ |
| 1.    | Werder Bremen Amat.   | 28  | 99:38 | 46:10  |
| 2.    | SV Hemelingen         | 28  | 52:34 | 37:19  |
| 3.    | Bremerhaven 93 Amat.  | 28  | 63:45 | 36:20  |
| 4.    | SV Grohn              | 28  | 61:50 | 34:22  |
| 5.    | AGSV Bremen           | 28  | 63:52 | 32:24  |
| 6.    | TSV Wulsdorf          | 28  | 71:68 | 28:28  |
| 7.    | Bremen 1860           | 28  | 60:59 | 28:28  |
| 8.    | TuRa Bremen           | 28  | 58:50 | 26:30  |
| 9.    | Blumenthaler SV       | 28  | 41:48 | 24:32  |
| 10.   | VfB Komet Bremen      | 28  | 47:63 | 24:32  |
| 11.   | SV Woltmershausen (N) | 28  | 51:61 | 23:33  |
| 12.   | Polizei SV Bremen     | 28  | 50:68 | 22:34  |
| 13.   | BBV Union             | 28  | 38:64 | 23:33  |
| 14.   | Leher TS (N)          | 28  | 60:87 | 21:35  |
| 15.   | BTS Neustadt (N)      | 28  | 44:71 | 16:40  |

(N) Aufsteiger

## Aufstieg und Deutsche Amateurmeisterschaft
Als Bremer Vertreter nahm der SV Hemelingen an der anschließenden Aufstiegsrunde zur Oberliga Nord teil, hatte aber dort keinen Erfolg.
Die Amateure von Werder Bremen nahmen an der Deutschen Amateurmeisterschaft 1962 teil und schieden durch eine 1:2-Niederlage gegen TuRa Bonn im Halbfinale aus.